# Jordan Kerner
Jordan Kerner (ur. 5 lutego 1950 w Los Angeles) – amerykański producent filmowy i telewizyjny.
Był współzałożycielem niezależnej firmy produkcyjnej The Avnet/Kerner Co., którą założył wspólnie z Jonem Avnetem w 1986.
W 1996 założył przedsiębiorstwo The Kerner Entertainment Company, które specjalizuje się w rozrywce dla całej rodziny. W 2007 zawarło kontrakt z wytwórnią Walden Media.

## Życie prywatne
Kerner był synem Jeannette Kerner, aktorki filmowej i teatralnej.
Jest żonaty z Nicolą O'Shea, z którą ma trójkę dzieci: Haley Lelean, Grace Ellis i Lily Jeannette O'Shea Kerner.